# Rhaphiptera rixator
Rhaphiptera rixator är en skalbaggsart som beskrevs av Thomson 1868. Rhaphiptera rixator ingår i släktet Rhaphiptera och familjen långhorningar. Inga underarter finns listade i Catalogue of Life.